# Maximilian Schell
Maximilian Schell (Viena, 8 de desembre de 1930 — Innsbruck, 1 de febrer de 2014) fou un actor suís nascut a Àustria Schell va guanyar un premi Oscar pel seu paper en la pel·lícula Els judicis de Nuremberg de 1961. Com a actor va participar en més de 90 pel·lícules, va fer incomptables papers teatrals i també va ser productor i director de cinema.

## Biografia
Schell nasqué a Viena, Àustria, fill de Margarethe (cognom de soltera Noe von Nordberg), una actriu i de Hermann Ferdinand Schell, un poeta i novel·lista suís propietari d'una farmàcia. Els seus pares eren catòlics romans. La germana de Schell, Maria Schell, també és actriu. El pare de Schell mai es va entusiasmar perquè el jove Maximilian es convertís en actor com la seva mare, sentint que això no podia portar a la "felicitat real". No obstant això, Schell va estar envoltat d'actuació en la seva primera joventut:
| « | Vaig créixer en un ambient de teatre i ho vaig donar per fet. Recordo el teatre, de petit, com la majoria de la gent recorda la cuina de la seva mare. La interpretació estava al meu voltant, i la poesia també. Vaig debutar al teatre als tres anys, a Viena. | » |

La família Schell va fugir de Viena el 1938 per allunyar-se de Hitler després de l'Anschluss, quan Àustria va ser annexada per l'Alemanya nazi. Es van reassentar a Zuric, Suïssa, on Maximilian va servir a l'exèrcit. Començà a actuar al Teatre de Basilea.
A Zuric, Schell "va créixer llegint els clàssics ", i quan tenia deu anys va escriure la seva primera obra. Schell recorda que de petit, creixent envoltat de teatre, donava per feta la interpretació i al principi no volia ser actor: "El que volia era ser pintor, músic o dramaturg", com el seu pare.
Schell va anar més tard a la Universitat de Zuric durant un any, on també va jugar a futbol i va formar part de l'equip de rem, juntament amb escriure per a diaris com a periodista a temps parcial per obtenir ingressos. Després del final de la Segona Guerra Mundial, es va traslladar a Alemanya on es va matricular a la Universitat de Munic i va estudiar filosofia i història de l'art. Durant les pauses, de vegades tornava a casa a Zuric o s'allotjava a la granja de la seva família al camp per poder escriure en reclusió:
| « | El meu pare i el meu oncle hi cacen cérvols, però a mi no m'agrada caçar. M'agrada caminar pel bosc sol. L'any 1948 i 1949, quan vaig escriure part de la meva primera novel·la, que no he mostrat mai a ningú, em vaig aïllar durant tres mesos en una de les cabanes de caça, sense telèfon, sense electricitat, amb calor només d'una gran llar de foc. | » |

Aleshores, Schell va tornar a Zuric, on va servir a l'exèrcit suís durant un any, després del qual va assistir a la sisena formació de la University College School, Londres, durant un any abans de tornar a entrar a la Universitat de Zuric un any més, i més tard, el Universitat de Basilea durant sis mesos. Durant aquest període, va actuar professionalment en petites parts, tant en obres clàssiques com modernes, i va decidir que a partir d'aleshores dedicaria la seva vida a la interpretació en lloc de seguir estudis acadèmics:
| « | Llavors vaig decidir, o ets un científic o un artista... Per a mi és molt més important... per admirar i sentir i ser estimulat i inspirat... L'art surt del caos, no d'una anàlisi mecànica. Així que tan bon punt em vaig decidir, ja no tenia sentit continuar estudiant i obtenir un títol. És com un premi; no vol dir res en si mateix... Un títol universitari és només un títol. No crec que un artista hagi de tenir un títol. Ja era hora que em concentrés a actuar. | » |

Al setembre de 2008 l'empresa pública de correus austríaca va emetre un segell postal en el seu homenatge, il·lustrat amb un retrat de l'actor realitzat pel pintor Arnulf Rainer.

## Vida personal

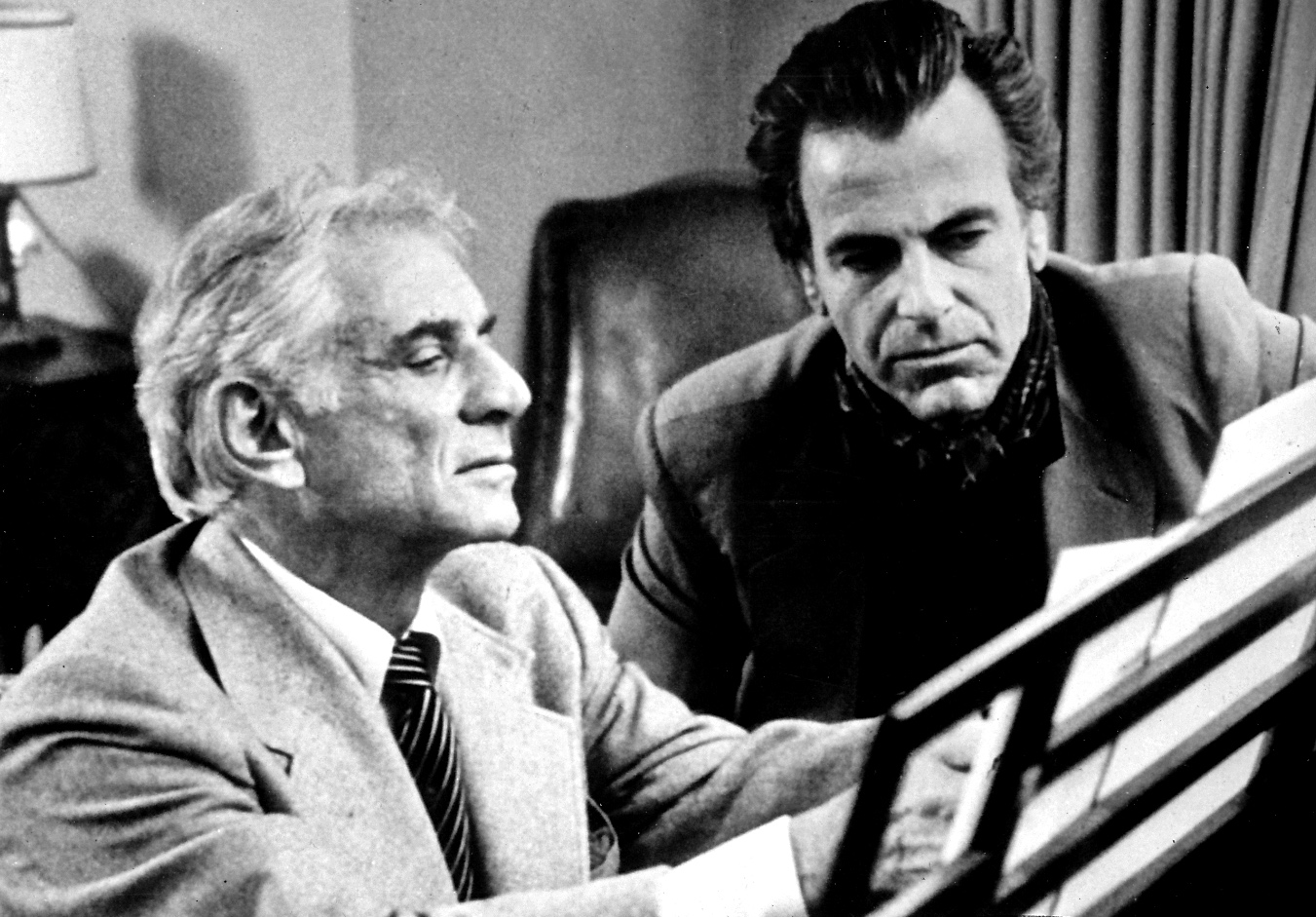
Leonard Bernstein i Schell durant una sèrie de televisió el 1983

Durant la dècada de 1960, Schell va tenir una relació de tres anys amb Soraya Esfandiary-Bakhtiary, antiga segona esposa de Mohammad Reza Pahlavi, l'últim xa de l'Iran. També es rumorejava que estava compromès amb la primera supermodel afroamericana Donyale Luna a mitjans dels anys seixanta. El 1971 va tenir una aventura amb Neile Adams, segons ella. El 1985, va conèixer l'actriu russa Natalya Andrejchenko, amb qui es va casar el juny de 1985; la seva filla Nastassja va néixer el 1989. Després del 2002, separat de la seva dona (de qui es va divorciar el 2005), Schell va mantenir una relació amb la historiadora de l'art austríaca Elisabeth Michitsch. El 2008 es va relacionar sentimentalment amb la cantant d'òpera alemanya Iva Mihanovic, que era 48 anys més jove que ell. Finalment es van casar el 20 d'agost de 2013.
Schell va ser un pianista semiprofessional durant gran part de la seva vida. Tenia un piano quan vivia a Munic i va dir que tocaria durant hores alhora pel seu propi plaer i per ajudar-lo a relaxar-se: "Em sembla que necessito descansar. Un actor ha de fer pauses entre el treball, per renovar-se, per llegir, per caminar, per tallar llenya."
El director Leonard Bernstein va afirmar que Schell era un "pianista notablement bo". El 1982 en un programa filmat per a la cadena de televisió estatunidenca PBS, Schell va llegir les cartes de Beethoven a l'audiència abans que Bernstein dirigís la Filharmònica de Viena tocant simfonies de Beethoven.
El 1983, ell i Bernstein van ser co-presentadors d'una sèrie de televisió d'11 parts, Bernstein/Beethoven, amb nou simfonies en directe, juntament amb converses entre Bernstein i Schell sobre les obres de Beethoven.
En altres ocasions, Schell va treballar amb el director italià Claudio Abbado i la Filharmònica de Berlín, que va incloure una interpretació a Chicago d’Èdip Rei d’Igor Stravinsky i una altra a Jerusalem d’A Survivor from Warsaw d’Arnold Schoenberg. Schell també va produir i dirigir diverses òperes en directe, inclosa Lohengrin de Richard Wagner per a l’Òpera de Los Angeles. Va treballar en el projecte cinematogràfic Fidelio de Beethoven, amb Plácido Domingo i Kent Nagano.
Schell va ser professor convidat a la Universitat del Sud de Califòrnia i va rebre un doctorat honorari de l'Institut Spertus per a l'aprenentatge i el lideratge jueu de Chicago.

## Mort
Schell va morir als 83 anys l'1 de febrer de 2014, a Innsbruck, Àustria, després d'una malaltia sobtada i greu. El servei de notícies de televisió alemany Tagesschau va informar que havia estat rebent tractament per a una pneumònia. Al seu funeral van assistir Waltraud Haas, Christian Wolff, Karl Spiehs, Lawrence David Foldes, Elisabeth Endriss i Peter Kaiser. La seva tomba es troba a Preitenegg/Caríntia (Àustria), on es trobava la casa familiar i on ell i la seva germana van viure la resta de les seves vides.

## Carrera

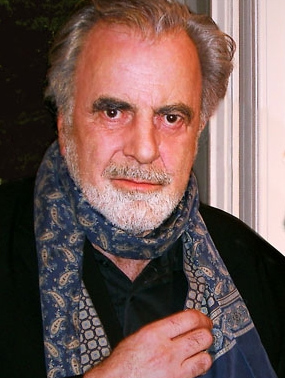
Schell el 2006

Schell va fer el seu debut a Hollywood l'any 1958 en la pel·lícula bèl·lica The Young Lions. Schell va actuar fent papers de l'època nazi com The Man in the Glass Booth; Counterpoint (1968); Un pont massa llunyà; Cross of Iron; The Odessa File; Julia; i Els judicis de Nuremberg, actuà en altres papers a Krakatoa, East of Java; The Black Hole; The Freshman; John Carpenter's Vampires; Topkapi; Stalin; Candles in the Dark; Erste Liebe; Deep Impact; i amb les minisèries de la televisió, Peter the Great (1986), on actuà amb Vanessa Redgrave i Laurence Olivier.
Schell va produir My Sister Maria el 2002, un documental íntim sobre la seva germana, l'actriu Maria Schell. A la pel·lícula, fa una crònica de la seva vida, la seva carrera i, finalment, la capacitat disminuïda a causa de la malaltia. La pel·lícula, feta tres anys abans de la seva mort, mostra la seva fragilitat mental i física, que la va portar a retirar-se del món. El 2002, un cop acabada la pel·lícula, tots dos van rebre els premis Bambi, i van ser honrats pels seus èxits de tota la vida i en reconeixement de la pel·lícula.
Schell és el padrí de l'actriu Angelina Jolie, filla de Jon Voight (amb qui actuà a The Odessa File) i Marcheline Bertrand.

## Filmografia
- The Last Ones Shall Be First (1957)
- El ball dels maleïts (1958)
- Kinder, Mütter und ein General (1959)
- Els judicis de Nuremberg (1961)
- The Reluctant Saint (1962)
- The Condemned of Altona (1962)
- Topkapi (1964)
- Return from the Ashes (1965)
- The Deadly Affair (1966)
- The Castle (1968)
- Counterpoint (1968)
- Heidi (1968)
- Simón Bolívar (1969)
- Krakatoa, East of Java (1969)
- Erste Liebe (First Love) (1971)
- Pope Joan (1972)
- The Pedestrian (1973)
- The Odessa File (1974)
- The Day That Shook the World (1975)
- Der Richter und sein Henker (1975)
- The Man in the Glass Booth (1975)
- El temerari Ives (St. Ives) (1976)
- La creu de ferro (1977)
- Julia (1977)
- Un pont massa llunyà (A Bridge Too Far) (1977)
- El tren dels espies (1979)
- The Black Hole (1979)
- The Diary of Anne Frank (1980)
- The Chosen (1981)
- The Phantom of the Opera (1983)
- Man Under Suspicion (1984)
- The Assisi Underground (1985)
- Peter the Great (1986)
- The Rosegarden (1989)
- The Freshman (1990)
- Young Catherine (1991)
- Candles In The Dark (1991)
- Justiz (1993)
- A Far Off Place (1993)
- Retorn a Little Odessa (Little Odessa) (1994)
- Abraham (1994)
- The Eighteenth Angel (1996)
- Left Luggage (1998)
- Vampirs de John Carpenter (Vampires) (1998)
- Deep Impact (1998)
- Joan of Arc (1999)
- I Love You, Baby (2000)
- Coast to Coast (2004)
- The Shell Seekers (2006)
- The House of Sleeping Beauties (2008)
- The Shell Seekers (2008)
- The Brothers Bloom (2008)

## Premis i nominacions

### Premis
- 1962. Oscar al millor actor per Els judicis de Nuremberg
- 1962. Globus d'Or al millor actor dramàtic per Els judicis de Nuremberg
- 1993. Globus d'Or al millor actor secundari en sèrie, minisèrie o telefilm per Stalin

### Nominacions
- 1962. BAFTA al millor actor estranger per Els judicis de Nuremberg
- 1976. Oscar al millor actor per The Man in the Glass Booth
- 1976. Globus d'Or al millor actor dramàtic per The Man in the Glass Booth
- 1978. Oscar al millor actor secundari per Julia
- 1978. Globus d'Or al millor actor secundari per Julia
- 1992. Emmy al millor actor en minisèrie o especial per Miss Rose White
- 1993. Emmy al millor actor secundari en minisèrie o especial per Stalin